# 帕維爾·科托夫-列貢科夫
帕维尔·米哈伊洛維奇·科托夫-莱贡科夫（羅馬化：Pavel Mikhaylovich Kotov-Legonkov；1897年12月8日—1962年10月8日），苏联陆军上将。苏联驻中华人民共和国大使馆首任武官兼苏联军事顾问团总顾问。

## 生平
1897年出生于（今图拉州韋尼奧夫區）格里博夫卡村。
1918年加入苏俄工农红军，参加苏俄内战。1919年起加入俄共（布）。  
苏德战争期间，1941年7月23日至1942年8月6日任南方面军司令部作战部副部长。1943年授少将军衔。1943年任北高加索方面军司令部作战部部长，随部改编为独立海滨集团军任参谋长。期间参与了新罗西斯克-塔曼战役、新罗西斯克登陆战和克里木进攻战作战方案的制定和实施。1944年5月27日至终战，任白俄罗斯第二方面军副参谋长兼作战部长，参加了白俄罗斯会战、占领波兰和柯尼斯堡战役的决策和指挥。1945年晋升中将。
战后任北方集群参谋长。1949年为苏联驻中华人民共和国大使馆首任武官兼苏联军事顾问团总顾问。抗美援朝战争开始后，苏军副总参谋长扎哈罗夫大将、空军上将克拉索夫斯基先后来华担任苏联军事顾问团总顾问，科托夫-列卡尼卡夫改任驻华武官兼苏联军事顾问团副总顾问。1952年7月科托夫-列卡尼卡夫再次出任苏联军事顾问团总顾问兼驻华武官。1953年8月回国，任苏联国防部副监察长。1961年晋升上将。
担任苏联驻中华人民共和国大使馆武官兼苏联军事顾问团总顾问时，尽职指导了哈尔滨军事工程学院的创建。1951年10月中国人民解放军总参谋部测绘局规划在三年时间内完成东部沿海与中朝边境纵深地带的1比5万地形图测绘，遭到总顾问科托夫-列卡尼卡夫的反对，他认为对军事价值不大的地区近期不必测绘大比例尺地图，而应该把节省的人力物力用在更多有价值地区的测绘。该意见得到采纳。
被授予列宁勋章，三枚红旗勋章，苏沃洛夫二级勋章（1943年），库图佐夫一级和二级勋章，波格丹-赫梅利尼茨基一级勋章、红星勋章等。
1962年去世后安葬在莫斯科新圣女公墓8区20排2座。

## 家人
妻子玛利亚·费奥多罗芙娜·科托娃（1914-1980），护士。